# Никольский сельсовет (Советский район)
Никольский сельсовет — сельское поселение в Советском районе Алтайского края.
Административный центр — село Никольское.

## Население
| 1997  | 1998  | 1999  | 2000  | 2001  | 2002  | 2003  | 2004  | 2005  | 2006  | 2007  | 2008  |
| ----- | ----- | ----- | ----- | ----- | ----- | ----- | ----- | ----- | ----- | ----- | ----- |
| 1356  | ↘1321 | ↗1333 | ↘1273 | ↗1289 | ↘1280 | ↗1326 | ↘1305 | ↗1309 | ↘1306 | ↘1295 | ↘1262 |
| 2009  | 2010  | 2011  | 2012  | 2013  | 2014  | 2015  | 2016  | 2017  | 2018  | 2019  | 2020  |
| ↘1114 | ↗1132 | ↘1129 | ↘1111 | ↘1093 | ↗1096 | ↘1077 | ↘1034 | ↘1018 | ↘1009 | →1009 | ↘994  |
| 2021  |       |       |       |       |       |       |       |       |       |       |       |
| ↘990  |       |       |       |       |       |       |       |       |       |       |       |

По результатам Всероссийской переписи населения 2010 года, численность населения муниципального образования составила 1132 человека, в том числе 541 мужчина и 591 женщина

## Состав сельского поселения
В состав сельского поселения входят 3 населённых пункта:
| № | Населённый пункт | Тип населённого пункта       | Население |
| - | ---------------- | ---------------------------- | --------- |
| 1 | Глинка           | посёлок                      | ↘140      |
| 2 | Колбаны          | село                         | ↗207      |
| 3 | Никольское       | село, административный центр | ↘746      |